# Temmincks mierklauwier
De Temmincks mierklauwier (Thamnomanes caesius) is een zangvogel uit de familie Thamnophilidae (miervogels). De Nederlandse naam verwijst naar de Nederlandse ornitholoog Coenraad Jacob Temminck die deze vogel in 1820 geldig heeft beschreven.

## Verspreiding en leefgebied
Deze soort komt voor in het Amazonegebied en in het oosten van Brazilië. Er zijn vijf ondersoorten:
- T. c. glaucus: van oostelijk Colombia tot noordoostelijk Peru, de Guyana's en noordelijk Brazilië.
- T. c. persimilis: centraal Brazilië.
- T. c. simillimus: zuidelijk-centraal Brazilië.
- T. c. hoffmannsi: oostelijk-centraal Brazilië.
- T. c. caesius: oostelijk Brazilië.

## Status
De grootte van de populatie is niet gekwantificeerd maar de soort wordt omschreven als algemeen. Op de Rode lijst van de IUCN heeft deze soort de status niet bedreigd.